# Enver Hadžihasanović
Enver Hadžihasanović   (Zvornik, 7 de juny de 1950 - 16 de desembre de 2024) fou militar bosnià de l'Exèrcit Popular Iugoslau (JNA), i posteriorment comandant de l'Exèrcit de la República de Bòsnia i Hercegovina (ARBiH), condemnat per crims de guerra pel Tribunal Penal Internacional per a l'antiga Iugoslàvia (ICTY).

## Biografia
Es va graduar a l'acadèmia militar de Belgrad el 1973. Va ser nomenat a les comissaries militars de Tuzla i Sarajevo. Després de ser arrestat, l'abril de 1992 va abandonar el JNA per integrar-se en les unitats de la Defensa Territorial (TO) de la República de Bòsnia i Hercegovina. El novembre de 1992 fou nomenat comandant del 3r cos de l'ARBiH.
Va ser detingut, amb Mehmed Alagic i Amir Kubura el 2 d'agost 2001. Va ser la primera vegada que dos oficials d'alt rang de l'exèrcit de Bòsnia compareixien com a acusats davant del TPI. En primera instància va ser condemnat cinc anys per crims de guerra comesos el entre gener i setembre 1993 durant la Guerra de Bòsnia. La pena que va ser reduït en segona instància a tres anys i mig.
Va ser condemnat per assassinat, violació, deportació il·legal, empresonament, tracte cruel, treball il·legal, destrucció injusta de ciutats, pobles i pobles i persecucions per motius polítics, racials o religiosos.